# ティタノマキア (プラモデル)
ティタノマキア（TITANOMACHIA）は、マルチクリエイターのNAOKIによる模型発信のオリジナルコンテンツである。

## 概要
プラモデルから発信することを目的としており、グッドスマイルカンパニーのMODEROIDから「リーパー」と「グリムリーパー」が1/48スケールのロボットプラモデルとして発売され、強化スーツ「エグゾスケルトン」を纏う男女キャラクタープラモデルが壽屋から1/12スケールで発売されている。また、SO-TAのブランドであるスタジオソータからクロックワーク・クリプテッドがカプセルトイ（竜種・二脚幼体型）、ボックストイ（竜種・二脚成体型）として発売されている。

## 世界観
600年ほど前に起きた「審判の季節」と呼ばれる隕石群が地球に飛来し起きた地殻変動により地球規模で大災害が発生し、人類は3割を残し滅亡の危機を迎える。生き残った人類は復興を早めるが世界のパワーバランスは変化し再び各地に起った国家は世界を手中に収めようと戦国時代に突入した。初代ローラシア皇帝を名乗り、フェイエトール帝国を建国、次々と領土を拡大する。フェイエトール帝国に対抗するため、危機感を覚えた3大国を中心しワイズ連邦が発足。二大勢力のパワーバランスにより小康状態が続いていたが化石燃料の枯渇が問題視されることで両陣営は戦争に突入する。そんな中大災害の原因となった隕石群に含有していた地球由来ではない未知の鉱石「ラウズ鉱石」が発見され、精製することでできる新エネルギー「ラウジール」は安全で化石燃料を上回るエネルギー効率であるため両陣営は利権を独占しようと発掘に躍起になっていた。採掘場には国家事業として派遣された巨大企業から一攫千金を夢見て一旗揚げようとする一般人まで多くのものが集まってきた。そこでラウズ鉱石から謎の生物「クリプテッド」が出現する。クリプテッドは瘴気と呼ばれる有毒ガスを放っており、長期にわたって吸い込むと肉体を蝕まれるが、ラウズ鉱石がそれらを中和するため周辺は問題はないが採掘場にたどり着くまで無差別に襲ってくるクリプテッドに対応するため厚い装甲に覆われたコックピットを持つ人型重機の開発が急務となり、連邦、帝国を含め多くの有力国家から永世中立国として認定されていた高い技術力と科学力を有するキャスレーン共和国がこれの開発にあたりラウジールを燃料にコアユニットを中心に採掘環境で四肢のモジュール交換を容易にする人型重機で汎用プラットフォーム「E-S（アインシュタイン）ユニット」をコアとする採掘用重機である「レコンビネーター」であった。その過程でクリプテッドの生態がラウズ鉱石を摂食する珪素生物であることが判明し、第三勢力として認識するようになる。レコンビネーターは世界中の採掘場で使用されシェアはキャスレーンの独占状態にあった。現場からはクリプテッド防衛用の攻撃特化型モジュールを望む声が多く上がり、これを好機として改革推進派が連邦非加盟国サルーデに巧妙に繋がりをカムフラージュした武器メーカー「D&H社」を設立し、レコンビネーターのサードパーティー製品として武器モジュールの開発と生産を開始する。さらに連邦加盟国内に拠点を置くネルシオンインダストリーと共にE-Sユニットの基本システムを兵器として更にブラッシュアップさせ、戦局によって四肢ユニットを換装することで柔軟な運用が可能な兵装プラットフォーム「ユングフラウユニット」が完成する。連邦軍はユングフラウユニットをコアとする四肢モジュールを用途や戦局に応じて「数」を必要とする戦場向けの小型汎用機動兵器「リーパー」と、「質」を必要とする戦場向けの、更なる機動力と火力を備えた大型人型決戦機動兵器「グリムリーパー」を開発。一方、フェイエトール帝国でもクリプテッドによる人的被害が多かった。そこで新戦力として帝国軍科学技術局第14支部、通称「再生局」は甲冑に制御システムを組み込みサイバネティック技術の応用による武装の制御、着用者の動きをサポートで、着用者の戦闘力を飛躍的に向上させる強化外骨格スーツの開発を行う「エグゾスケルトン計画」を始動する。制御チップをナノレベルまで小型化することに成功したことで装着者の体内に埋め込むことで意思伝達を行う「リンゲージシステム」の開発に成功し、通称「宝玉」と呼ばれるナノチップを埋め込んだ「エグゾスケルトン」を制御し、超人的な戦闘が可能な「バルムンク」と呼ばれる兵士が誕生した。副産物である「エグゾスケルトン」の制御システムの応用により自立式AI搭載型サイバネティックボディ「DOLL」も開発される。開発の祖であるキャスレーンでも国内では改革推進派によるクーデターが起こりD&H社とネルシオンインダストリー両社を買収、合併し「DHネルシオン」を新たに設立する。キャスレーンは中立を捨て軍需産業国家「キャスレリア」となる。そのため帝国にも連邦にも共通規格のエグゾスケルトン、リーパー、グリムリーパーが配備され、それ以外の国家もこれらを手にし、後発の開発、製造メーカーも多く誕生し、それぞれの新型機も作られていった。使い手も軍だけでなく民間企業、傭兵、一般にまで波及することになる。